# Walter Maschke
Walter Maschke (* 6. Oktober 1891 in Berlin; † 15. September 1980 ebenda) war ein deutscher Gewerkschaftsfunktionär. Während der NS-Zeit leistete er Widerstand gegen den Nationalsozialismus und war in mehreren Konzentrationslagern inhaftiert.

## Leben
Maschke, dessen Vater Holzarbeiter war, absolvierte nach dem Besuch der Volksschule von 1905 bis 1908 eine kaufmännische Ausbildung. Ab 1908 war er gewerkschaftlich organisiert und Mitglied der SPD. Von 1912 bis 1914 war Maschke als Handlungsgehilfe in der Buchhandlung des Vorwärts beschäftigt. Am Ersten Weltkrieg nahm er von 1915 bis 1918 als Soldat des Deutschen Heeres teil. Nach Kriegsende betätigte sich Maschke von 1920 bis 1922 als Sekretär für Jugendarbeit im Zentralverband der Angestellten und von 1922 bis 1933 als Jugendsekretär beim Allgemeinen Deutschen Gewerkschaftsbund (ADGB).
Nach der „Machtergreifung“ der Nationalsozialisten setzte er seine Arbeit in der Illegalität fort. Wegen unerlaubter Kontakte zu SPD-Mitgliedern wurde Maschke im Dezember 1934 in „Schutzhaft“ genommen, ins KZ Lichtenburg verbracht und wegen Hochverrats angeklagt. Aus Mangel an Beweisen wurde Maschke jedoch freigesprochen und im Februar 1936 wieder aus der Haft entlassen.
Zu Beginn des Zweiten Weltkrieges wurde Maschke am 1. September 1939 mit weiteren ehemaligen Gewerkschaftern erneut festgenommen und ins KZ Sachsenhausen eingewiesen, aus dem er erst im August 1940 wieder entlassen wurde. Danach stand Maschke in Kontakt mit dem gewerkschaftlichen Widerstandskreis um Wilhelm Leuschner und Hermann Maaß, wo die Bildung einer Einheitsgewerkschaft und deren Aufgaben nach der Befreiung vom Nationalsozialismus geplant wurde. Maschke sollte nach dem Schattenkabinett Beck/Goerdeler innerhalb einer neu organisierten Gewerkschaft für die Jugendarbeit zuständig sein, wollte sich selbst aber im Schwerpunkt eher den ausländischen Arbeitern in Deutschland widmen. Von 1941 bis 1944 war Maschke als kaufmännischer Angestellter tätig. In dieser Zeit hielt er nur sporadischen Kontakt zum gewerkschaftlichen Widerstand, da Leuschner befürchtete, dass die Gestapo Maschke nach dessen Entlassung aus dem KZ observierte. Maschke war jedoch über das Vorhaben eines Staatsstreiches gegen Adolf Hitler informiert. Nach dem gescheiterten Attentat vom 20. Juli 1944 wurde auch Maschke verhaftet und im August 1944 in das KZ Ravensbrück eingewiesen. Am 19. Januar 1945 wurde Maschke durch den Volksgerichtshof zu zwei Jahren Gefängnis verurteilt und in das Zuchthaus St. Georgen Bayreuth überführt. Dort wurde er am 14. April 1945 durch Angehörige der US-Armee befreit.
Nach Kriegsende trat Maschke wieder der SPD bei und wurde nach der Zwangsvereinigung von SPD und KPD  1946 Mitglied der SED. Noch im selben Jahr wurde er in den Vorstand bzw. geschäftsführenden Vorstand des Freien Deutschen Gewerkschaftsbundes (FDGB) Groß-Berlin gewählt. Von 1946 bis 1963 gehörte Maschke dem Bundesvorstand des FDGB an und von 1946 bis 1950 zusätzlich dem geschäftsführenden Bundesvorstand des FDGB. Von 1948 bis 1950 leitete Maschke die Hauptabteilung Schulung beim Bundesvorstand des FDGB. Von 1947 bis 1950 war Maschke Zweiter Vorsitzender des Bundes Deutscher Volksbühnen und von 1950 bis 1953 Sekretär der Zentralleitung der Deutschen Volksbühne. Er gehörte von 1948 bis 1960 dem Präsidialrat des Kulturbundes zur demokratischen Erneuerung Deutschlands an. Von März 1948 bis April 1950 war Maschke Mitglied des Deutschen Volksrates. Zudem gehörte er von 1952 bis 1959 dem Zentralvorstand der Gewerkschaft Kunst als stellvertretender Vorsitzender an und war danach bis 1969 Sekretär des Kulturfonds der DDR. 1969 trat Maschke in den Ruhestand. Er war anschließend noch als Vorsitzender des Arbeitskreises verdienter Gewerkschaftsveteranen beim Zentralvorstand der Gewerkschaft Kunst tätig.
Bereits im Sommer 1945 verfasste Maschke Erinnerungsberichte über den Widerstand von Gewerkschaftern im Nationalsozialismus und insbesondere den gewerkschaftlichen Widerstand im Zusammenhang mit dem 20. Juli 1944. Im Dezember 1977 schrieb er seine Erfahrungen aus dem KZ Ravensbrück nieder.

## Werke
- Jugend ohne Beschäftigung und ohne Ausbildungsmöglichkeit. In: Die Arbeit, Jg. 9 (1932), S. 246–251.
- Bildungs- und Kulturarbeit der Gewerkschaften. Die Freie Gewerkschaft, Berlin 1947.
- Burgfrieden und Arbeitsgemeinschaft. Eine zeitgemässe gewerkschaftspolitische Rückschau. Die Freie Gewerkschaft, Berlin 1948.
- Eine Auseinandersetzung mit Fritz Tarnow. Die Freie Gewerkschaft, Berlin 1948.
- Die Bedeutung gewerkschaftlicher Bildungsarbeit für Staat und Gesellschaft. Die Freie Gewerkschaft, Berlin 1949.
- Die kulturellen Aufgaben der Gewerkschaften. In: Die kulturelle Verantwortung der Arbeiterklasse. Vier Referate von Willi Bredel, Wilhelm Girnus, Stefan Heymann, Walter Maschke aus Anlaß der Weimartage der Aktivisten vom 9. bis 12. Juni 1949. Die Freie Gewerkschaft, Berlin 1949, S. 52–57.

## Auszeichnungen
- Fritz-Heckert-Medaille in Gold (1971)
- Vaterländischer Verdienstorden in Silber (1961)[5]
- Vaterländischer Verdienstorden (1971 und 1976)